# Línea 0800 4141
El número telefónico 0800 4141 (*4141 desde celulares) es un servicio público gratuito y confidencial de orientación y apoyo a mujeres en situación de violencia basada en género en Uruguay. El mismo es coordinado por la Intendencia de Montevideo (IM) en convenio con el Instituto Nacional de las Mujeres (Inmujeres).
Se puede llamar desde cualquier parte del país de lunes a viernes de 8 a 0 horas, sábados y domingos de 8 a 20 horas. Para realizar denuncias o en situaciones de riesgo, se recomienda llamar al 911. 

## Características

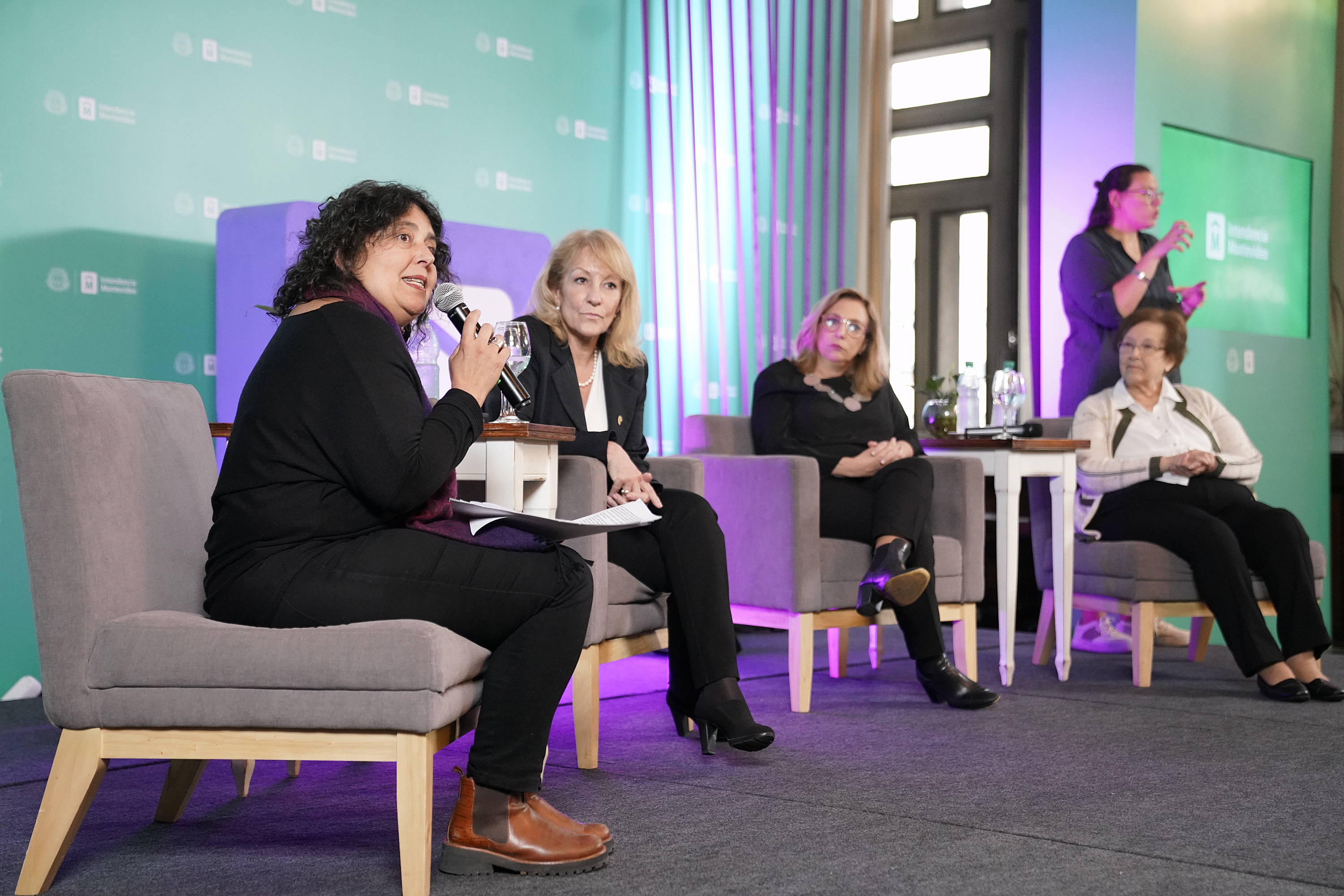
Panel por la conmemoración de los 30 años de la línea 0800 4141

El servicio brinda asesoramiento y contención a mujeres que enfrentan situaciones de violencia doméstica los 365 días del año. La llamada efectuada no figura en la factura telefónica, y puede realizarse desde cualquier teléfono público sin necesidad de monedas o tarjeta. El personal especializado que atiende la línea ofrece el primer asesoramiento y, según la situación, deriva a los servicios más cercanos de atención psicológica o jurídica del Estado o de la sociedad civil.

## Historia
El programa fue creado en octubre de 1992 e implementado a través de un convenio entre la Intendencia de Montevideo y la Fundación Plenario de Mujeres del Uruguay. El equipo interdisciplinario de orientadoras telefónicas fue coordinado, hasta 1999, por la asistente social Fanny Samuniski y la psicóloga Silvia Fiori. Desde el año 2001, el alcance del servicio pasó a ser nacional.

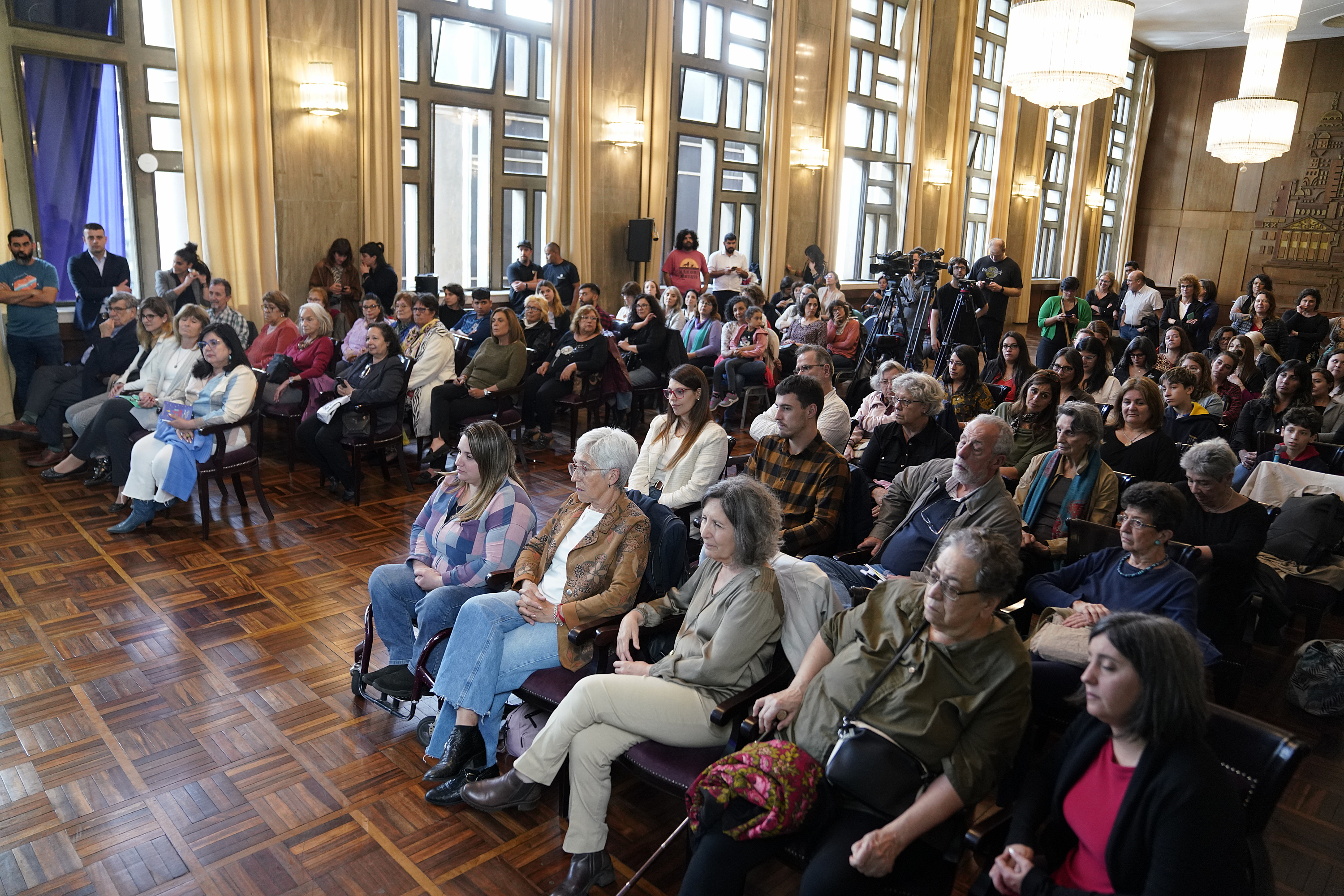
Conmemoración por los 30 años de la línea 0800 4141

En setiembre de 2019, a través de un convenio de cooperación entre el gobierno de Montevideo y el Instituto Nacional de las Mujeres, este servicio se integró al sistema de respuesta de la División de Violencia basada en Género de Inmujeres. Durante los primeros meses de la pandemia de COVID-19 en Uruguay, las llamadas a la línea telefónica se dispararon.